# Ted Patton
Edward Bickford „Ted” Patton (ur. 18 lutego 1966 w Nowym Jorku) – amerykański wioślarz. Brązowy medalista olimpijski z Seulu.
Zawody w 1988 były jego jedynymi igrzyskami olimpijskimi. Po medal sięgnął w ósemce. W 1987 zdobył złoty medal mistrzostw świata w tej konkurencji. 